# Trakošćan
 Ovo je glavno značenje pojma Trakošćan. Za naselje u općini Bednja pogledajte Trakošćan (Bednja).
Dvorac Trakošćan jedan je od najatraktivnijih dvoraca u Hrvatskoj; nalazi se u Varaždinskoj županiji, 12 km sjeveroistočno od Krapine, 30 km jugozapadno od Varaždina; nadmorska visina 250 m. S oko 40.000 posjetitelja godišnje jedan je od najposjećenijih hrvatskih dvoraca. Prvi se put spominje u pisanim dokumentima još u 14. stoljeću.

## Povijest
Dvorac je podignut u 13. stoljeću kao manji burg u sustavu utvrda Zagorske kneževine. U osnovi dvorca prepoznatljive su značajke jednostavnih romaničkih burgova 12. – 13. st. Od mnogobrojnih se feudalnih gospodara ističu Celjski grofovi, Jan Vitovec, Korvini, a nakon raspada Zagorske kneževine kao posebno vlastelinstvo uživaju ga Gyulayi, a od 1568. Draškovići. 
Više je puta proširivan i dograđivan. Znatnije dograđen 1592., kada Draškovići podižu topničke kule s krovištem (ploča s grbom i natpisom Ivana II. Petra Draškovića iz 1592. na zapadnoj kuli). U to se doba dograđuje kat, povisuje središnja kula i oblikuje dvorište s arkadama. Ponovno se dograđuje tijekom 18. st., kada kule dobivaju kruništa, glavna kula dobiva razvedenu lanternu, a oko tvrđave gradi se cinktura obrambenih objekata, zidova i kula. 
Zapušteni zamak obnavlja 1850. – 1860. podmaršal Juraj Drašković u rezidencijalni dvorac. Obnova je, u duhu romantizma, izvedena u neogotičkome stilu uz istodobnu obnovu čitava okoliša, gdje je uređen park-šuma s rijetkim drvećem, umjetnim jezerom i vrtnim objektima. Istaknuti su elementi obnovljena dvorca: ulazna kula s pokretnim mostom i grbom Drašković-Malatinski iz 18. st., viteška dvorana s cjelovitim viteškim oklopima iz 16. st. i zastavama Draškovićeva banderija iz 18. st., zbirka oružja s teškim bradaticama (Hackenbüchse), puškama i pištoljima na kolo te turskim oružjem, zbirka portreta Draškovića i njihovih rođaka (Nikola Zrinski) iz 16. – 19. st., opus slikarice Julijane Erdödy-Drašković iz druge polovice 19. st., ciklus Četiri kontinenta M. Stroya, klavir C. Graffa, očuvana dvorska kuhinja, knjižnica. U parku je kapela sv. Ivana (»Januš«) iz 1752. s kasnobaroknim namještajem. 
Novije generacije obitelji Drašković povremeno borave u Trakošćanu sve do 1944. godine kada se iseljavaju u Austriju. Ubrzo zatim dvorac je nacionaliziran.
Od 1953. u dvorcu je stalna muzejska postava, koja osim vjerne rekonstrukcije ambijenata iz razdoblja obnove sadrži vrijedne primjerke baroknoga namještaja i sitnih predmeta. Dvorac je u vlasništvu Republike Hrvatske.

## Zanimljivosti
- Ugledni turistički časopis Conde Nast Traveler uvrstio je 2017. godine Trakošćan među 12 najljepših europskih dvoraca.[1]

## Vanjske poveznice
- Dvor Trakošćan Hrvatska tehnička enciklopedija, portal hrvatske tehničke baštine. LZMK

### Ostali projekti
|  | Zajednički poslužitelj ima još gradiva o temi Trakošćan |

### Službene stranice
- Dvorac Trakošćan
- Informacije o dvorcu Trakošćan  Arhivirana inačica izvorne stranice od 12. listopada 2007. (Wayback Machine)